# ウラジーミル・キリロフ
ウラジーミル・ティモフェーエヴィチ・キリロフ（Владимир Тимофеевич Кириллов、Vladimir Timofeïevitch Kirillov、1890年グレゴリオ暦10月14日、ユリウス暦10月2日 - 1937年7月16日）は、ロシアの詩人。プロレトクリトに属し、プロレタリア詩に属する詩を作った。

## 略歴
父はウラジーミル・ティモフェーエヴィチ。母はアンナ・フランセヴナ。農民の家庭で生まれ、村の学校に通い、9歳のときに靴屋の見習いとして働き始めた。1903年に少年の見習い水夫として、トルコ、ギリシャ、北アフリカを訪問した商船に乗船した。1905年からは革命運動に積極的に関与し、黒海艦隊の反乱に参加した。1906年から1909年にかけては、逮捕され、ヴォログダ県のウスト・シソルスク地区に移されていた。解放後は、ロシアを去り、世界を旅した。1911年には米国に長期滞在した。国外にいたこの時期に、キリロフは作文を始めた。1912年、ロシアに戻り、サンクト・ペテルブルクのパニーナ伯爵によって設立された有名なピープルズ・ハウスで文学の才能を伸ばした。1913年には労働者の新聞で彼の最初の詩を発表した。1914年にはサンクト・ペテルブルクに住んでいた。1914年、キリロフは動員され、1917年の10月革命に積極的に参加した。なお革命前の時期から、キリロフはすでにレビューや左翼の新聞に記事を書いていた。  第一次世界大戦中に、キリロフは1917年から1918年にかけて軍に動員された。この頃、モスクワ地区の1つにあるボルシェビキ党組織の書記に就任。1918年にはペトログラードで、1918年後半から1919年初頭にタンボフで、そして1919年末にはモスクワプロレトクリトで働いた。
一方で、1918年9月、キリロフは、アレクサンドル・ボグダーノフによって、フョードル・カリーニン、ミハイル・ゲラーシモフ、イリヤ・サドフェフ、アレクシス・サモビートニク＝マヒロフ、バジル・イグナートフ、ウラジーミル・コシオール、カール・オゾル＝プレドネクらと1917年秋に設立されたプロレトクリトの中央委員会に選出された。 1919年の夏、プロレトクリトには約100の地方組織があり、1920年にはロシア内戦が終わる前に、労働者の文学と芸術に存在意義を与えた80,000人の人々が関わった。
無為に過ごしてきた今、彼らは大規模な革命の推進力で、生存のための闘争に必要なイデオロギーを持ち来たり、力を支配することを期待して、彼らが「平民」であるのを誇りに思っていることを起源とし、また、これらの詩人たちは、陸上、海上、海を越えた富をも流用することにより、彼らのイメージで彼らのルール、彼らの偶像を発展させ、「過去からきれいに一掃した」生産力を高める。彼らは、新たな大聖堂にも値する工場を手にした。その大規模な煙突は、都市の真ん中に煙を及ぼし、人工太陽の光に照らされている空に香りを振りまいた。生まれ変わった男の拍動は機械の律動に打ち勝ち、動悸は熱狂を呼び起こした。それはウラジーミル・キリロフの次の引用に反映されている。
「すべてはわれらであり、すべてのもののなかにわれらがいる。われらは炎であり、勝利の光なのだ。」
「われら自身が神であり、審判であり、法なのだ。 」
「プロレタリア派」である著者の作品には多くのプロレタリアート的性格が保持されていたが、多くの文学評論家は、彼の作品へのミハイル・レールモントフ、ニコライ・ネクラソフ、エミール・ヴェルハーレン、ウォルト・ホイットマン、ヴァレリー・ブリアソフ、アレクサンドル・ブロック、ウラジーミル・マヤコフスキーらの影響をも見出していた。
1920年2月、すでに中央委員会の委員を退任したプロレトクリトと絶縁したうえで、プロレタリア文学の輪を作ったミハイル・ゲラーシモフの文学グループ「鍛冶場」に、キリロフは加わった。このようにしてキリロフは、何よりも労働者階級の専門作家の利益の擁護に専念した新しい批評雑誌『鍛冶場』で自分自身を表現することができた。さらに、このサークルは、経済的にそれをサポートしたプロレトクリトと競合してはいなかった。同じ年の10月に、彼は全ロシア・プロレタリア作家協会のリーダーになり、最初のロシア・プロレタリア作家協会の会議で、レオポルド・アバーバク（ロシア・プロレタリア作家協会）を書記とした。このことは、「鍛冶場」のプロレタリア作家の会議の最後に提案された。キリロフは、彼の指揮下に、作家アレクサンドル・ファディエフ、ジュリー・リベディンスキー、ウラジミール・キルチョンを含む役人を従えていた。ロシア・プロレタリア作家協会は教育人民委員部の文学部門により、他の協会の統括組織として認められた。
1921年、新経済政策（NEP）が発動され、ミハイル・ゲラーシモフ、イリア・サドフェフ、アレクシス・サモビートニク＝マヒロフを含む多くの前衛的な詩人と同様にキリロフは党を去った。革命の死、しかしそれはこのNEP発動のみが理由ではなかった。彼らの失望と幻滅はまた、人々、習慣、制度の変革が計画どおりに、特にそれほど迅速に行われておらず、目標にはるかに及んでいないことに気付いたことにもあったのである。それ以来、キリロフは「すべてが夢であり、夢であり、嘘である」プロレタリアの詩から離れていった。彼は有名なモスクワのカメルゲルスキー横丁の「作家の協同組合の家」に住んでいた。
それにもかかわらず、ウラジミール・キリロフは彼の活動を続け、アレクセイ・ガースチェフによって設立された中央労働研究所で理論家としても働いた。 1923年に、彼は他の多くの作家と同様に、同じ名前の定期刊行物である広大な青年運動『若き警備員』（ラ・ジュン・ガルド）の日報を書くために雇われた。数年前、彼の詩は最初にそこで出版された。
1925年12月28日に自殺したセルゲイ・エッセニンの葬式の際、キリロフはこの詩人がアレクサンドル・プーシキンに次いでロシア語を話す詩人の中で最も才能があったと宣言した賛辞を送った。 この弔辞は、ニコライ・ブカリンがその主幹を務めた10月に『プラウダ』紙上に掲載された。
キリロフは1937年1月30日の大パージ期間中に逮捕され、1937年7月15日、「ソ連の反ソ連テロ組織に参加していた」としてソ連最高裁判所の軍事大学から死刑を宣告された。「スターリンを殺害する意図」。 彼は翌日1937年7月16日に処刑された。彼はモスクワのドンスコイ墓地に埋葬されている。
彼は1957年3月12日に彼を非難した最高裁判所の同じ軍事大学によって名誉回復された。1958年に彼の詩のコレクションが出版された。
妻は、アンナ・ワシーリエフナ（旧ドルゴフスカヤ）。娘は、アンナ・ナデジダ・バレンチナ。
また、キリロフは、ロシアの文化的モニュメントの破壊に抗議して辞任したというルナチャルスキーの声明に応えて書いた詩「われら」には有名な一節がある。
「われらの明日のために―ラファエルを焼き、博物館を破壊し、芸術の精華を踏みにじろうではないか。」

## 創作内容への評価
セルゲイ・イエセニンは、上記の引用文を「大声で空っぽ」と呼び、キリロフは「新文化と新思想」（新興の「プロレタリア作家」を意味する）の代表であるとも述べた。
それらは「特別な優雅さと洗練されたデザインでは輝かない。 多くの点で、彼らはまだ経験してきた道の貧弱な学生であるか、何世紀にもわたって親しまれている古い伝統に対する誹謗者であるに留まっており、自分自身で何かを創造することはできない」。
ウラジミール・マヤコフスキーの伝記「私自身」は、彼が「半詩」を最初に作曲しようとした方法について書いている。「それは信じられないほど革新的であり、同様に醜いことが判明しました。 現在のキリロフのように」。

## 著作
- 詩、1918年
- 帆、1921年
- 鉄の救世主、1921年
- 出発、1923年
- 詩、1913年から1923年、1924年の第1巻
- 選択された詩、1926年
- ブルーカントリー、第2詩集、1927年
- 選択された詩1917-1932、1933年
- 詩、1958年
- 詩と詩、1970年